# Tetraedertal

En pyramid med sidlängden 5 innehåller 35 sfärer. Varje lager representerar en av de första fem triangeltalen.

Tetraedertal eller triangulärt pyramidtal är en sorts figurtal som representerar en pyramid med en triangulär bas (tetraeder). Det n:te tetraedertalet är summan av de första n triangeltal.
De första tetraedertalen är:
1, 4, 10, 20, 35, 56, 84, 120, 165, 220, 286, 364, 455, 560, 680, 816, 969, … (talföljd A000292 i OEIS)

## Formel
Formeln för det n:te tetraedertalet representeras av den 3:e stigande faktorn av n dividerat med fakulteten av 3:
{\displaystyle T_{n}={n(n+1)(n+2) \over 6}={n^{\overline {3}} \over 3!}}
Tetraedertalen kan också representeras som binomialkoefficienter:
{\displaystyle T_{n}={n+2 \choose 3}}
Tetraedertal kan därför hittas i den fjärde positionen antingen från vänster eller höger i Pascals triangel.

## Geometrisk tolkning
Tetraedertal kan modelleras genom att stapla sfärer. Till exempel, det femte tetraedertalet (T5 = 35) kan bli modellerad med 35 biljardbollar. En standardiserad triangulär biljardbollsram rymmer 15 bollar.
1. Stapla 10 bollar ovanpå de 15 bollarna
2. Stapla 6 bollar ovanpå de 10 bollarna
3. Stapla 3 bollar ovanpå de 6 bollarna
4. Stapla 1 boll ovanpå de 3 bollarna

Då bildas en tetraeder.

## Egenskaper
- A.J. Meyl visade 1878 att endast tre tetraedertal även är perfekta kvadrater, nämligen:
T1 = 12 = 1
T2 = 22 = 4
T48 = 1402 = 19600
- Det enda tetraedertal som även är kvadratpyramidtal och perfekt kub är 1.
- Den oändliga summan av tetraedertals reciprokar är 2/3, vilket kan härledas genom teleskoperande serier.
{\displaystyle \!\ \sum _{n=1}^{\infty }{\frac {6}{n(n+1)(n+2)}}={\frac {3}{2}}}
- Tetraedertalen följer mönstret udda-jämn-jämn-jämn
- En observation av tetraedertalen:
T5 = T4 + T3 + T2 + T1
- De tal som både är tetraedertal och triangeltal kan ges genom binomialkoefficientekvationen:
{\displaystyle Tr_{n}={n+1 \choose 2}={m+2 \choose 3}=Te_{m}}
- De tal som både är tetraedertal och triangeltal är (talföljd A027568 i OEIS):
Te1 = Tr1 = 1
Te3 = Tr4 = 10
Te8 = Tr15 = 120
Te20 = Tr55 = 1540
Te34 = Tr119 = 7140